# (17382) 1981 EH11
A (17382) 1981 EH11 a Naprendszer kisbolygóövében található aszteroida. Schelte J. Bus fedezte fel 1981. március 1-jén.